# Tricase
Tricase község (comune) Olaszország Puglia régiójában, Lecce megyében.

## Fekvése
A Salentói-félsziget déli részén fekszik.

## Története
A település első írásos említése a 13. század első feléből származik. 1806-ig hűbéri birtok volt, majd ezt követően önálló község. Nevét illetően több hipotézis létezik: egyes helytörténészek szerint három falu (casale) összeolvadásával keletkezett, más vélemények szerint a latin inter casa-ből származik, aminek jelentése falvak közötti. A település peremvidékén ókori, megalitikus építmények maradványait tárták fel, ami arra utal, hogy első említése előtt már jóval korábban lakott terület volt.

## Népessége
A népesség számának alakulása:

## Főbb látnivalói
- San Domenico-templom - a domonkosok egykori nagytemploma a 18. században épült barokk stílusban.
- San Michele Arcangelo-templom - a 17. században épült.
- Madonna di Costantinopoli-templom - a 17. században épült.
- Palazzo Principesco dei Gallone - a 17. században épült a vidék hűbérurai számára.